# Ça se fait
Albums de Angelo Branduardi
Il ladro
(1990) Domenica e lunedì
(1994)
Ça se fait est un album de musique interprété par Angelo Branduardi.

## L'album
Il s'agit de la version française de l'album italien Si può fare sorti en 1992.

## Liste des titres
- Ça se fait
- Le voyageur
- Nous, comme des rivières
- Casanova revient
- Fort
- Chant indien
- Changement de vent, changement de temps
- L'ombre
- Ne la laisse pas tomber
- Avant de repartir

Paroles : Pierre Grosz / Musique : Angelo Branduardi

## Musiciens
- Ellade Bandini : batterie
- Angelo Branduardi : guitare, violon
- Gigi Cappellotto : basse
- Jorma Kaukonen : guitare électrique, lap steel guitar
- Massimo Luca : guitares, dobro
- Giuseppe Bonnacorso « Naco » : percussions
- Zachary Richard : accordéon cajun
- Vince Tempera : piano, orgue Hammond, claviers
- Fabio Treves : harmonica